# Eugène Isabey
Eugène Louis Gabriel Isabey (Parigi, 22 luglio 1803 – Parigi, 27 aprile 1886) è stato un pittore e incisore francese.
Era figlio del celebre incisore Jean-Baptiste Isabey e di Justine Laurisse de Salienne; zio del pittore ed incisore francese Eugène Cicéri (la madre di quest'ultimo era sua sorella), fu anche suo maestro.

## Biografia
Studiò e lavorò al Museo del Louvre. Nella prima fase della sua carriera si occupò di paesaggi e vedute, compiendo un lungo viaggio in Normandia e Bretagna alla ricerca di soggetti (1820).
Isabey partecipò alla spedizione francese in Algeria come illustratore. Il successo che riscossero le sue opere lo convinse ad occuparsi anche di soggetti storici. Fu pittore di corte di Luigi Filippo di Francia. Ebbe come allievo il celebre pittore di marine Jean-Baptiste Henri Durand-Brager.